# Quechans
Els quechans, també coneguts com a yuma pròpiament dits, són una tribu del grup de les llengües yuma-cochimí. El seu nom prové potser d'un error de comprensió del terme yamahyo "fill del cabdill", ja que ells s'autoanomenen kutxians o ketxans (de kwichana o kwuh tsan). Es divideixen en dos grups, els del riu, que viuen entre els Colorado i Gila, i els de la muntanya, que viuen al sud d'Arizona, vora el Gran Canyó.

## Demografia
Alarcón els calculà en uns 4.000 el 1540, mentre que el p. Kino el 1702 va dir que eren potser uns 2.500 individus. Cap al 1850 hi havia uns 3.000 yuma, el mateix nombre que el 1800. Però havien baixat a 2.700 el 1852, i fins i tot a 834 el 1910. El 1990 eren uns 4.000 individus, d'ells 1.000 a la reserva índia Fort Yuma de Califòrnia. Segons dades de la BIA el 1995, a la Reserva Quechan de Califòrnia 3.019 habitants (2.396 al rol tribal). Segons el cens dels EUA del 2000 hi havia 2.612 quechan censats.

## Costums
Llur cultura és similar a la dels mohaves, veïns seus, i a la de les tribus afins cocopa, maricopes, havasupai, hualapai i yavapai. Els yuma de les terres altes no eren agricultors perquè no tenien prou aigua, de manera que caçaven i recollien arrels. Els del riu vivien del conreu de moresc, carbasses i pèsols, tot i que caçaven conills, ovelles i cérvols amb arc i fletxes. Creien en Kwikumat, ésser suprem creador de totes les coses; llur religió era acompanyada de fortes creences en somnis i en cerimònies públiques anyals d'iniciació on es cantaven cançons narratives. Tenen un fort sentit de la identitat tribal. Els homes es tatuaven i les dones s'omplien el cos amb dibuixos. Eren poc guerrers, però usaven de manera molt efectiva una maça de bola rodona curta en combat cos a cos, així com l'escut. Les dones sovint eren objecte de botí de guerra. La seva vida era lligada al cicle anyal de la pujada del riu, ja que n'aprofitaven les inundacions per conrear. I com que disposaven de rics dipòsits de fang, no els calia irrigació. En situacions normals, si el fred no ho impedia, els homes anaven nus, i els dones amb unes faldilles curtes d'escorça, i ambdós decoraven llurs cossos amb pintures i tatuatges de tota mena. Vivien en les ramada, una mena de para-sols grans. El pa?ipáta?axán ("home autèntic) era el cap de l'assentament, mentre que el kwaxót era el líder religiós que rebia els seus poders a través del somnis. El kwanamí era el líder guerrer, que planejava les batalles. La descendència era patrilineal en l'estructura d'un sistema clànic. Tenien una organització política llunyana i vivien en llogarrets independents, però amb un fort sentit tribal encara que sense organització efectiva. El seu art, en general, era poc desenvolupat, encara que feien cistells acceptables, i figures i efígies femenines, masculines i animals de fang, generalment elaborats per les dones. Se’ls considera com a creadors de la cultura anomenada cochise. La principal celebració era el kar?úk, festa de celebració dels morts, en la qual els béns dels morts eren destruïts en una pira funerària.

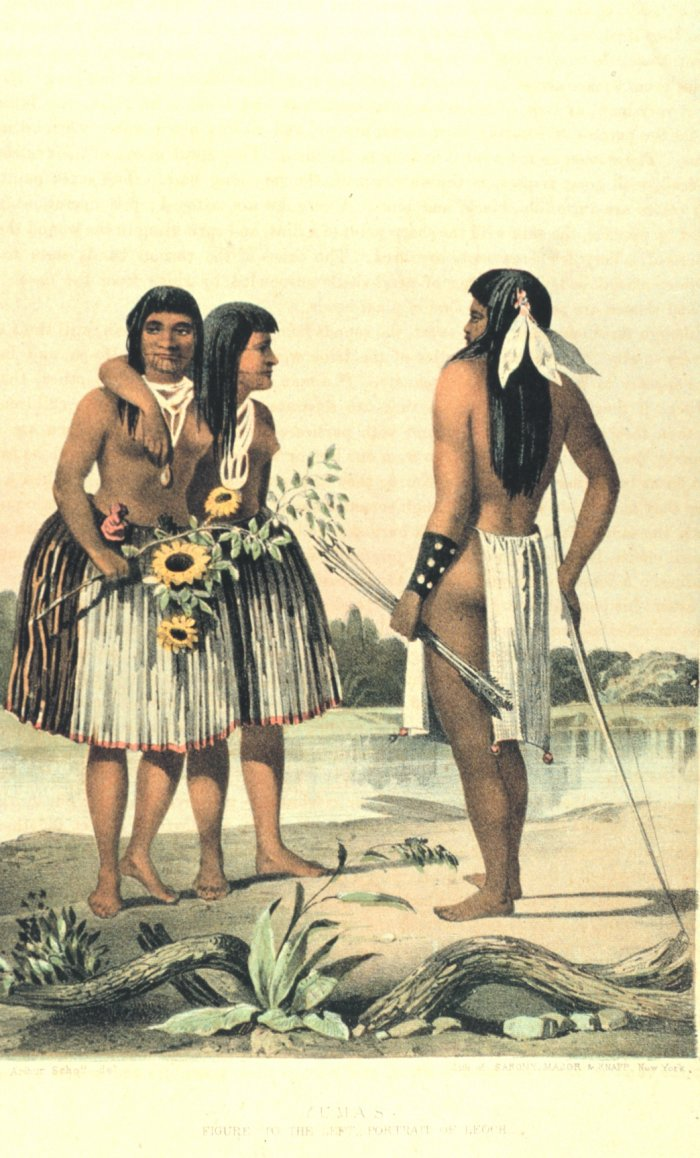
Els quechan segons un dibuix d'Emory del 1857

## Història
Segons la seva mitologia, el seu creador, Kutumat, va tenir una filla amb una dona, Kumostamxo, qui envià un poble a la muntanya d'Avikwame, on es dividiren. Un dels pobles, els xam kwacan (Els que baixen), se’ls considera avantpassats dels kwuh tsan o yuma. Desenvoluparen les antigues cultura hohokam a Gila-Colorado (vers 500) i la de Salton Sera-Imperial Valley (900); entre el 1150 i el 1200 s'establiren definitivament entre els rius Colorado i Gila. Foren visitats per primer cop el 1540 per l'espanyol Hernando de Alarcón. Juan de Oñate arribaria als marges del Gila el 1603 amb 30 soldats i dos capellans, i aconseguí que els servissin com a guies. Per la seva part, el pare Eusebio Francisco Kino els visità el 1699, 1701, i 1706 i va propiciar els contactes comercials. El 1771 el franciscà p. Francisco Garcés els visità i els fa de mitjancer amb pimes i pàpago. Endemés. Quan Garcés i Juan Bautista de Anza van travessar Colorado el 1774-1776 foren ben rebuts pel bruixot Olleyquotequiebe/Salvador Palma, qui es va fer amic seu i convencé alguns yuma perquè es bategessin. D'aquesta manera, el 1779 els donaren regals i reconegueren l'autoritat del seu cap Ygnacio Palma. El 1780 foren agrupats en rancherías: xuksíl o Sandstone (que tenia 800 habitants el 1774), Matxal Cadóm (el grup Nrod) i Palo Verde. Pel desembre del mateix any uns 160 espanyols s'establiren entre ells, però el 1781 s'enemistaren i arrestaren els Palma. Pel juny d'aquell any una expedició espanyola de Fernando Rivera molestà les dones de la tribu i provocà una revolta el 17 de juliol, dirigida per Salvador, Pedro i Ygnacio Palma; mataren Garcés i Rivera amb 55 espanyols més, i van fer presoners uns altres 76. L'octubre hi arribaren reforços comandats per Pere Fages i Beleta; després de l'intercanvi de presoners, continuaren la guerra fins a l'octubre del 1782 amb ajut dels halchidoma, però no pogueren vèncer-los. Fins al 1852 controlarien el punt fronterer estratègic anomenat Yuma's Crossing. Pel gener del 1826 el tinent Romualdo Pacheco dirigí des de Sonora una expedició contra ells. En canvi, el febrer del 1827 van rebre força bé el nord-americà James Ohio Pattie, qui havia mort 110 maricopes a Gila. Si tenien bones collites, comerciaven amb la vila de San Diego, i el 1839 van fer una nova guerra contra els mohaves, cocopa i halchidoma.
Pel Tractat de Guadalupe-Hidalgo del 1848, el seu territori fou posat sota sobirania dels EUA. El 1850 ja foren atacats pel californià John C. Morehead, qui els cremà les collites. Vençuts el 1852, cap al 1857 els guerrers de la tribu foren gairebé exterminats pels maricopes. Aleshores, el seu nou cap, Pasqual (mort el 1886), fou reconegut com a tal pel govern dels EUA, i crearen al seu territori Fort Yuma, amb una guarnició.
El 1884 el govern nord-americà considerà que no eren una amenaça per a ells i els soldats abandonaren Fort Yuma. En el seu lloc fou creada la reserva de Fort Yuma, amb 45.000 acres i sis ranxeries, tres a California (Xuksil, The North Dwellers i Blythe Group) i tres a Arizona (Sunflowerseed Eaters, Townseed Group i Somerton Group).
El 1886 la monja catòlica Mary O’Neil hi construí una escola entre ells i va participar en els intrigues dels cabdills perquè, a la mort de Pasqual, fou nomenat Miguel de Xuksil, cap dels progressistes, qui no fou acceptat per José de Townsend, cap dels tradicionalistes.
Quan es va introduir la política de l'Allotment el 1891, el cabdill Miguel va protestar davant les autoritats i per això fou substituït el setembre 1893 pel titella del govern Joe Palma, i fou arrestat amb set yuma més i tancats a Los Angeles fins al 1894. A les eleccions del 1897 fou nomenat nou cap Pancho La Cheno, enemic de Miguel.
L'octubre del 1899, finalment, la BIA creà l'Agència de Fort Yuma i obligà Mary O’Neil a abandonar la reserva. Així, el 1904 tota la reserva fou parcel·lada llevat 8.000 acres, i cap al 1910 les millors terres foren venudes a particulars blancs. Durant la Primera Guerra Mundial alguns quechab hi van lluitar com a voluntaris; el 1923 començaren a fer peticions de retorn de terres, que foren escoltades pel comissionat John Collier el 1934, però no el van deixar fer res.
El 1960 el Consell Tribal dels Yuma exigeix 4.572 acres de terra fèrtils que els van arrabassar il·legalment, i comencen a bloquejar carreteres, però el govern no els vol escoltar. Tot i així, el 1965 reberen 520.000 $ de l'ICC. Durant els anys 60 i 70 els presidents tribals Fritz Brown, Henry Montague i Elmer Savilla encapçalaren les principals protestes i utilitzaren els diners aconseguits en programes contra la pobresa.
L'octubre del 1973 Elmer Savilla va fer una marxa amb un bulldozer contra cases de blancs que havien llogat terra yuma sense permís i s'hi estableixen. El 1974 el nou cap quechan, Lori Cachora, encapçalà la protesta a California per la presa de terres. Nogensmenys, fins al 1983 no van rebre 15 milions de dòlars en compensació pels danys, però l'índex d'atur a la reserva era del 40%.